# Майк Фленаґан
Майк Фленаґан (англ. Mike Flanagan, народився 20 травня 1978) — американський кіно- та телережисер. Фленаґан найбільше відомий своєю роботою у фільмах жахів і телевізійних серіалах, які викликали похвалу критиків за його режисуру. Стівен Кінг, Квентін Тарантіно та Вільям Фрідкін, серед інших, високо оцінили його роботи.

## Кар'єра
Серед фільмів Фленаґана, як режисера, сценариста та монтажера: Відсутність (2011), Окулус (2013), Тиша, Сомнія, Віджа: Походження зла (усі 2016), Гра Джеральда (2017) і Доктор Сон (2019). 
Створив, продюсував і працював шоуранером надприродного серіалу жахів Netflix Привиди будинку на пагорбі, який складається з Привидів будинку на пагорбі (2018), сезону, заснованого на однойменному романі Ширлі Джексон і Привидів маєтку Блай (2020), сезону, заснованого на романі жахів «Поворот гвинта» Генрі Джеймса, обидва з яких він режисерував, писав і редагував епізоди. 
Створив і зняв міні-серіал жахів Netflix Опівнічна меса (2021), а також серіал жахів для підлітків Опівнічний клуб. 
У 2023 році на Netflix вийшов його детективний міні-серіал жахів Падіння дому Ашерів.

## Особисте життя
Фланаган одружений на актрисі Кейт Сігел, яка знялася в більшості його робіт, починаючи з Окулус. Вони також разом написали сценарій фільму Тиша. У них двоє дітей: син Коді Пол Фленаган (народився 26 листопада 2016 року) та дочка Теодора Ізабель Ірен Фленаган (народилася 3 грудня 2018 року). Також у Фленанагана є ще один син Рігбі Джозеф Фленаган-Белл, який народився 15 жовтня 2010 року у стосунках із партнеркою фільму Відсутність актрисою Кортні Белл.

## Фільмографія

### Фільми
| Рік  | Назва                 | Режисер | Сценарист | Монтажер | Продюсер | Примітка             |
| ---- | --------------------- | ------- | --------- | -------- | -------- | -------------------- |
| 2006 | Oculus: Chapter 3     | Так     | Так       | Так      | Так      | Короткометражний     |
| 2011 | Відсутність           | Так     | Так       | Так      | Так      | Повнометражний дебют |
| 2013 | Окулус                | Так     | Так       | Так      | Ні       |                      |
| 2016 | Тиша                  | Так     | Так       | Так      | Ні       |                      |
| 2016 | Сомнія                | Так     | Так       | Так      | Ні       |                      |
| 2016 | Віджа: Походження зла | Так     | Так       | Так      | Ні       |                      |
| 2017 | Гра Джеральда         | Так     | Так       | Так      | Ні       |                      |
| 2019 | Доктор Сон            | Так     | Так       | Так      | Ні       |                      |
| 2024 | Життя Чака            | Так     | Так       | Так      | Так      |                      |
| 2024 | V/H/S/За межами       | Ні      | Так       | Ні       | Ні       | сегмент «Stowaway»   |
| 2026 | Екзорцист             | Так     | Так       | Ні       | Так      |                      |
| 2026 | Глиноликий            | Ні      | Так       | Ні       | Ні       |                      |

### Телесеріали
| Рік  | Назва                      | Шоуранер | Режисер     | Сценарист  | Монтажер   | Виконавчий Продюсер |
| ---- | -------------------------- | -------- | ----------- | ---------- | ---------- | ------------------- |
| 2010 | Кралі в Клівленді          | Ні       | Ні          | Ні         | 1 епізод   | Ні                  |
| 2018 | Привиди будинку на пагорбі | Так      | 10 епізодів | 4 епізоди  | 1 епізод   | 10 епізодів         |
| 2020 | Привиди маєтку Блай        | Так      | 1 епізод    | 1 епізод   | 4 епізоди  | 9 епізодів          |
| 2021 | Опівнічна меса             | Так      | 7 епізодів  | 7 епізодів | 7 епізодів | 7 епізодів          |
| 2022 | Опівнічний клуб            | Так      | 2 епізоди   | 9 епізодів | 6 епізодів | 10 епізодів         |
| 2023 | Падіння дому Ашерів        | Так      | 4 епізоди   | 7 епізодів | 4 епізоди  | 8 епізодів          |